# 広島放送
広島放送株式会社（ひろしまほうそう）は、日本のテレビ番組制作プロダクション・ポストプロダクションである。広島テレビ放送の子会社であり、略称：KOHHOH。1971年2月設立。
親会社である広島テレビの番組の制作・技術協力のほか、テレビCMの企画制作、ビデオパッケージの企画制作などを行っている。

## 加盟団体
- 日本テレビネットワーク連盟
- 全国映像製作社協議会
- 中四国映像製作社連盟
- 広島映像製作社連盟

## 担当番組
※いずれも広島テレビで放送の番組（系列局制作を含む）。特筆するもの以外は、制作・技術協力。
- てっぺん!
- お好み焼き紀行
- よくばりアリス
- 子育てんき
- 週刊ひろしマスター
- びんご姫のふくやま福さがし
- ひろおく便り
- STU↗でんつ!
- 丸ごと!好奇心 知っとる!?
- Dearボス 〜トップの秘密のぞき見バラエティ〜
- 広島県議会ダイジェスト
- クチコミ新発見!旅ぷら（読売テレビ制作。広島県でのロケーション時に担当）

### 過去の担当番組
- こちらマル○生活研究所
- チエのおいしさ研究所
- ハイ!東広島です
- ズームアップくれ
- KIRIN生ビールの達人
- P&Gのお店めぐり
- Wantsショッピングインフォメーション
- サンデーリポート広島 - 技術協力
- 見て魅て元気!ひろしまっ子 - 技術協力
- いっぴん!
- 広島発!夢の通り道
- るんるんcafe
- ライフノート
- 知れば知るほど!みよし日記
- ハッケン!ふくやま
- 潜入!広島MAX
- ぐるぐるスクール